# Route de Revel
Pour les articles homonymes, voir Revel.
La route de Revel (en occitan : rota de Revèl) est une voie de Toulouse, chef-lieu de la région Occitanie, dans le Midi de la France.

## Situation et accès

### Description
La route de Revel est une voie publique. Elle traverse le quartier de Montaudran, dont elle forme l'axe principal.
Elle naît dans le prolongement de l'avenue Antoine-de-Saint-Exupéry, au carrefour qui se forme, sur la place de l'Ormeau, avec l'avenue Jean-Rieux. Elle est longue de plus de 2 800 mètres et se prolonge par l'avenue de Toulouse, à Saint-Orens-de-Gameville.
Elle correspond à une partie de l'ancienne route départementale 2, qui va de Grenade à Toulouse, puis de Toulouse à Maurens, où elle est prolongée par la route départementale 622 jusqu'à Revel. En 2017, la gestion de la route a été transférée à Toulouse Métropole sur la partie qui en traverse le territoire et elle est devenue la route métropolitaine 2.
La chaussée compte une voie de circulation automobile dans chaque sens.

### Voies rencontrées
La route de Revel rencontre les voies suivantes, dans l'ordre des numéros croissants (« g » indique que la rue se situe à gauche, « d » à droite) :
1. Avenue Antoine-de-Saint-Exupéry
2. Impasse Maurice-Bellonte (d)
3. Chemin de Bitet (g)
4. Impasse du Docteur-Guiraud (d)
5. Rue Robert-Bajac (d)
6. Chemin de l'Église-de-Montaudran (g)
7. Chemin de Payssat (d)
8. Impasse de Bitet (g)
9. Rue Lafaurie (g)
10. Rue d'Armentières (d)
11. Avenue Marcel-Dassault (g)
12. Avenue Didier-Daurat (d)
13. Autoroute des Deux-Mers/périphérique (A61) - Échangeur no 18
14. Avenue de la Marcaissonne (g)
15. Route de Labège (d)
16. Rue Lucien-Servanty (d)
17. Rue de Casablanca (d)
18. Rue des Clématites (g)
19. Rue Santiago-du-Chili (g)
20. Rue Nouadhibou (d)
21. Chemin de Cayras (g)
22. Chemin de Malepère (g)
23. Avenue Laure-Delerot (g)
24. Avenue de Toulouse - Saint-Orens-de-Gameville

### Transports
La route de Revel est parcourue et desservie, sur toute sa longueur, par la ligne du Linéo L9. À proximité de la place de l'Ormeau, où devrait déboucher en 2028 la station L'Ormeau, sur la ligne de métro , se trouvent déjà les arrêts de la lignes de L8. Plus loin, au croisement du chemin de l'Église-de-Montaudran se trouvent les arrêts de la ligne de bus 23 et, au croisement de l'avenue Marcel-Dassault les arrêts de la ligne de bus 37. La gare de bus de Malepère, au carrefour de la rue Nouadhibou, est fréquentée par les lignes de bus 7880109201.
Il n'existe qu'une seule station de vélos en libre-service VélôToulouse à proximité de la route de Revel, la station no 345 (avenue Jean-Rieux). 

## Odonymie
La route de Revel, déjà désignée au XVIIe siècle comme le chemin de Revel (cami de Revèl en occitan), tient son nom de la ville de Revel, à laquelle il menait.

## Histoire

### Époque contemporaine

#### AuXXIesiècle
Une requalification est en projet, en lien avec les projets de Linéo 7, de Réseau Express Vélo, et de la ZAC Faubourg Malepère,,. Le projet est envisagé depuis le PDU 2012, et la route a fait l'objet d'un contrat d'axe à cette époque.

## Patrimoine et lieux d'intérêt

### Groupe scolaire Henri-Guillaumet
Le groupe scolaire de Montaudran est construit dans la deuxième moitié du XXe siècle sur une vaste parcelle entre le chemin de Bitet, le chemin de l'Église-de-Montaudran et la route de Revel, sur laquelle s'élèvent les salles de classe, le gymnase et les logements de fonction.

### Immeubles et maisons
- no  177 : maison toulousaine[8].
- no  185 : maison toulousaine[9].
- no  189 : maison toulousaine[10].
- no  201 : maison toulousaine[11].
- no  208 : maison toulousaine[12].
- no  229 : maison de plaisance.
- no  277 : maison toulousaine[13].
- no  286 : maison toulousaine.

### Parcs et jardins publics
- parc Alalouf. 
Le parc Alalouf est aménagé en 1985 sur une partie d'un terrain appartenant à Serge-Léon Alalouf (1905-1982). Célèbre guérisseur toulousain, né à Salonique d'un père britannique et d'une mère espagnole, il s'engagea dans la Résistance pendant la Seconde Guerre mondiale[14],[15]. Le parc Alalouf s'étend sur les 11 000 m² d'une longue parcelle comprise entre la route de Revel, l'impasse du Docteur-Guiraud, la rue Émile-Lécrivain et les bâtiments de l'ancienne clinique Saint-Jean-Languedoc. Elle est équipée d'une aire de jeux pour enfants et d'un boulodrome, baptisé du nom de Jean de Nadaï. En 2016, le parc Alalouf gagne une certaine notoriété sur les réseaux sociaux à la suite d'un mystère entourant la balançoire du parc[16].

- parc de Montaudran. 
Le parc de Montaudran, vaste de 12 000 m², se trouve au carrefour du chemin de l'Église-de-Montaudran. Il est équipé d'une aire de jeux pour enfants.

- zone verte de la Marcaissonne.